# Asperge
De asperge (Asparagus officinalis subsp. officinalis) is een plant die in het wild vooral voorkomt in kuststreken en langs rivieren. De plant wordt vanwege de jonge scheuten geteeld als groente. Er zijn witte, groene en paarse asperges op de markt. De witte zijn onder de grond gegroeid en uit het licht gehouden, de groene en paarse asperges hebben wel zon gezien. In Noordwest-Europa zijn witte het meest gebruikelijk, in landen als Italië groene.
Het woord asperge is via het Latijn (asparagus) ontleend aan het Griekse ἀσπάραγος (asparagos) of ἀσφάραγος (aspharagos), een woord van onzekere herkomst.

## Botanische beschrijving
De asperge heeft rechtopstaande stengels die tot 2 meter lang kunnen zijn. De jonge stengels zijn de asperges. De plant heeft zeer fijne 10 tot 25 mm lange naaldvormige bladeren, die eigenlijk geen bladeren zijn maar vergelijkbaar met takjes. De eigenlijke blaadjes zijn schubvormig en hebben aan de rugzijde een korte stevige stekel. De plant vormt vlezige wortels, waarin het reservevoedsel wordt opgeslagen. De asperge is tweehuizig.
De plant bloeit vanaf juli met groenachtig, eenslachtige bloemen. De vrucht is een rode bes. De asperge is een kensoort voor het liguster-verbond (Berberidion vulgaris). Het aantal chromosomen is 2n = 20.

## Consumptie

### Geschiedenis
De eerste tekenen van aspergeconsumptie zijn gevonden in de piramide van Sakkara in Egypte, gebouwd rond 2750 v.Chr. Ook de Romeinen wisten de groente twee eeuwen voor Chr. al te waarderen. Na de val van het Romeinse Rijk is ook de aspergeteelt in Europa teloorgegaan. De kennis werd wel levend gehouden in de Levant. Nieuwe groenten, waaronder asperge, werden door de Arabieren in de middeleeuwen in het Spaanse Andalusië geïntroduceerd. In de 15e eeuw kwam de aspergeteelt vanuit Spanje (meegebracht door de Moren) via Frankrijk naar het Noorden. Sinds de 17e eeuw werd de asperge in Frankrijk en sommige andere West-Europese landen weer gekweekt.
In Nederland worden sinds de 19e eeuw op grotere schaal asperges gekweekt. Het oudste nog bestaande gebied is dat rond Bergen op Zoom, maar sinds de Eerste Wereldoorlog is Noord-Limburg het belangrijkste productiegebied voor asperges. De gemeente Peel en Maas is daarvan het centrum. Geleidelijk is het gewas ook in andere delen van het land (bijvoorbeeld Salland, Twente en Groningen) doorgedrongen. Een groot deel van de in Nederland gekweekte asperges wordt geëxporteerd naar Duitsland. In 2003 werd in Woerden een mes gevonden met de afbeelding van een asperge, daarom wordt aangenomen dat de asperge in Nederland al in de Romeinse tijd werd gegeten.
In België worden asperges gekweekt rond Geel, Turnhout, het Waasland, de streek rond Mechelen, de streek rond Bornem/Puurs (Kalfort), Londerzeel en in de provincie Limburg. Vooral Kalfort is er bekend om. Vandaar ook vieringen als 'de aspergeworp' eind augustus, en 'aspuurge' in het domein Coolhem in Kalfort.

### Teelt
De asperge is een meerjarige plant, die 8 tot 10 jaar achtereen op hetzelfde veld wordt geteeld. De bovengrondse plant, met houtige stengels en zijtakken, sterft af in de herfst, maar de ondergrondse delen overwinteren, en vormen in de lente nieuwe stengels. Witte asperges worden geoogst als ze nog onder de grond zijn, dit wordt het steken van asperges genoemd. Als de stengels wel boven de grond komen verkleuren ze naar groen of paars. Voor de witte asperges wordt de grond rond de plant ongeveer een halve meter opgehoogd, zodat de scheut zijn weg omhoog naar het licht zoekt, en de scheut kan geoogst worden voor hij het oppervlak heeft kunnen bereiken. Aspergevelden worden vaak overdekt met folie. Dit heeft het tweeledige doel om de grond te verwarmen, zodat de plant sneller groeit en meer opbrengst levert, en om te voorkomen dat de koppen gaan verkleuren.

#### Aspergeseizoen
Het aspergeseizoen is betrekkelijk kort; in Nederland ongeveer twee maanden. De eerste asperges steken in de lente de kop op (naargelang de temperaturen in februari of begin maart). Traditioneel wordt er geoogst vanaf de tweede donderdag van april tot 24 juni (Hoogfeest van de geboorte van de Heilige Johannes de Doper). Hierna wordt de plant met rust gelaten om deze de tijd te geven om te groeien, zodat er nieuwe energie wordt opgedaan voor het volgende jaar. De (zonne-)energie wordt opgenomen door het bovengrondse groene aspergeloof en opgeslagen in de wortels.

#### Kwaliteitsklassen
Asperges worden door de Nederlandse telers in kwaliteitsklassen verdeeld. Qua dikte wordt het AA-formaat (20–28 mm) als optimaal beschouwd, maar ook de A (16–20 mm), B (12–16 mm) en AAA (>28 mm) formaten worden, indien de asperge verder mooi is, tot de hoogste kwaliteitsklasse gerekend. De beste asperges zijn recht, hebben voldoende lengte, geen verkleuring aan de kop, geen open kop, zijn niet hol en hebben geen beschadigingen of bruine plekjes. Ze zijn regelmatig gevormd.
Nederlandse witte asperges hebben sinds 2006 een kwaliteitslabel. Dit blauwe label, met Nederlandse vlag, geeft aan dat de groente in Nederland is gekweekt en wordt alleen voor de kwalitatief betere sorteringen gebruikt.
In verhouding tot andere groenten zijn asperges duur, voor de mooiste klasse kunnen de prijzen oplopen tot 10 euro per kilo of zelfs meer (prijsniveau in 2018; de prijs is sterk afhankelijk van het weer). Reden hiervoor is dat het gewas erg arbeidsintensief is: elke stengel moet afzonderlijk in het veld worden opgespoord en daarna met de hand ondergronds op de juiste lengte worden afgesneden.

## Bereiding
Asperges dienen voor het bereiden voldoende geschild te worden. Dit kan gedaan worden met een speciaal aspergemesje of met een dunschiller voor groente. Een onvoldoende geschilde asperge is draderig. De groente mag niet uitdrogen, ze kan enkele dagen bewaard worden gewikkeld in een natte schone theedoek in een afgesloten plastic zak in de koelkast. Geschild en ongekookt kan ze ingevroren worden.
Asperges worden, afhankelijk van de dikte, in 8-10 minuten gaargekookt. Dit kan in een speciale aspergepan, waarin de asperges staande gekookt worden zodat de koppen niet onder water komen, maar een gewone kookpan volstaat ook. Een aspergeschep is een hulpmiddel bij het uitlekken. Een traditionele wijze van serveren is met ham en een gekookt ei en gesmolten roomboter. Een andere wijze van bereiden is asperges op zijn Vlaams.

## Volksgeneeskunde
Traditioneel wordt aan de asperge geneeskrachtige werking toegekend als medicijn tegen bijensteken, hartproblemen, duizeligheid en tandpijn. Ook werd het toegepast als urineafdrijvend middel of laxeermiddel, en het is nu bekend dat het in asperges voorkomende aminozuur asparagine inderdaad de nierfunctie stimuleert. Ten slotte worden asperges (vanwege het fallische uiterlijk) ook aangeprezen als afrodisiacum. Tegenwoordig worden asperges vaak gewaardeerd door patiënten met een zoutarm dieet, daar de asperge zonder verdere toevoegingen een duidelijke eigen smaak heeft.

## Asperge-urine
Enige uren na het nuttigen van verse asperges heeft de urine bij ongeveer 45% van de mensen een merkwaardige geur. Dat komt doordat de zwavelhoudende stoffen in de asperge in het lichaam na consumptie snel worden omgezet in vluchtige zwavelhoudende verbindingen.
Sommige biochemici menen dat die omzetting bij iedere asperge-eter plaatsvindt, maar dat niet iedereen de zwavellucht evengoed kan ruiken. Anderen denken dat het vermogen om asperge-urine te produceren bij een deel van de mensen ontbreekt. In dat geval zou het gaan om autosomaal dominante overerving. Een onderzoek onder ongeveer 7000 mensen van westerse afkomst leverde op dat het verschil zit in het reukvermogen en dat dat verschil bepaald wordt door genen op chromosoom 1: Ongeveer 2 op de 5 proefpersonen kon de karakteristieke geur in hun urine ruiken na het eten van asperges, maar de andere 3 op de 5 niet.
De stoffen waar het om gaat zijn methaanethiol, dimethylsulfide, dimethyldisulfide, bis (methylthio) methaan, dimethylsulfoxide en dimethylsulfon. Dit is door gaschromatografie aangetoond. De concentraties in de lucht boven asperge-urine van deze stoffen is meer dan 1000 maal verhoogd. Deze stoffen zitten echter niet in gekookte asperges, omdat ze snel vervliegen. Waarschijnlijk is asparagusinezuur de voorloper van deze stoffen in het menselijk lichaam. Deze stof heeft effect tegen nematoden in jonge aspergescheuten.

## Wereldwijde productie
| Topproducenten van asperge 2018 | Topproducenten van asperge 2018 |
| Land                            | Productie (ton)                 |
| ------------------------------- | ------------------------------- |
| China                           | 7.982.230                       |
| Peru                            | 360.630                         |
| Mexico                          | 277.682                         |
| Duitsland                       | 133.020                         |
| Spanje                          | 68.403                          |
| Italië                          | 49.000                          |
| Verenigde Staten                | 35.460                          |
| Japan                           | 26.937                          |
| Thailand                        | 23.779                          |
| Iran                            | 20.957                          |

## Ziekten en plagen
De stengel van de asperge kan aangetast worden door de aspergevlieg (Platyparea poeciloptera), waardoor de stengels wat vergroeiingen vertonen, geel kunnen verkleuren en zelfs af kunnen sterven. De aspergevlieg legt in het voorjaar eitjes op de jonge net zichtbare kopjes van de asperge. De larven die uit de eitjes tevoorschijn komen, eten verticale gangen en verpoppen in het stengeldeel onder de grond. Er kunnen bij een zware aantasting wel 3 à 4 larven in een aspergestengel actief zijn. Karakteristiek voor de aspergevlieg zijn de zigzag gestreepte vleugels, de vlieg is ongeveer 6 mm groot en is vooral waarneembaar op windstille avonden. Van deze vlieg komt maar een generatie per jaar voor, na eind juli is de aspergevlieg nauwelijks nog actief. Controle of aspergevlieg de boosdoener is, kan eenvoudig door afstervende stengels op verschillende plaatsen dwars door te snijden en te kijken of de typische vreetgangetjes van de larven te vinden zijn.

## Voedingswaarde
Volgens het Nederlands Asperge Centrum bevat asperge per 100 gram:
- 88 kJ ≈ 21 kcal
  - 2 g eiwit
  - 10 mg koolhydraten
  - 20 mg calcium
  - 1 mg ijzer
  - 5 mg natrium
  - 20 mg vitamine C

## Trivia
- Twee heel andere groentes, de schorseneer en de haverwortel, worden ook wel winterasperge of armeluisasperge genoemd, maar deze groentes hebben behalve de langgerekte vorm en witte kleur na het schillen geen enkele gelijkenis met de asperge.
- Een bundel asperges is afgebeeld op een stilleven van Édouard Manet. In Nederland staat Adriaen Coorte bekend als schilder van asperges.
- De langste asperge ooit gestoken is 3,11 meter lang, en is te zien in het Nationaal Asperge- en Champignonmuseum Museum De Locht in Melderslo.

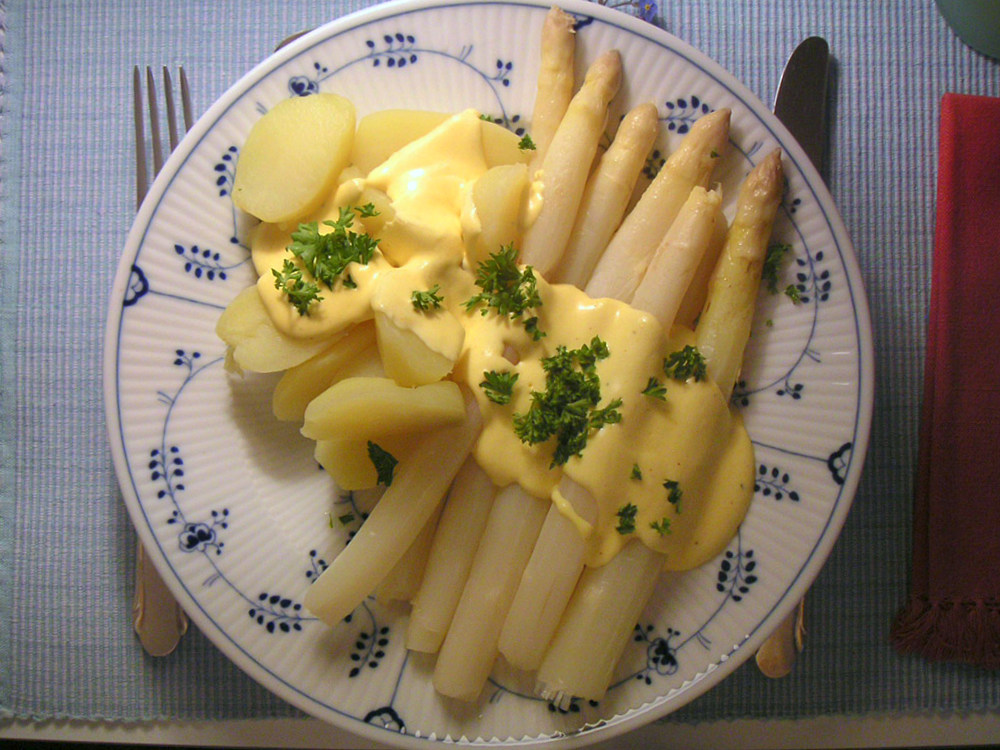
Asperges met aardappelen en hollandaisesaus
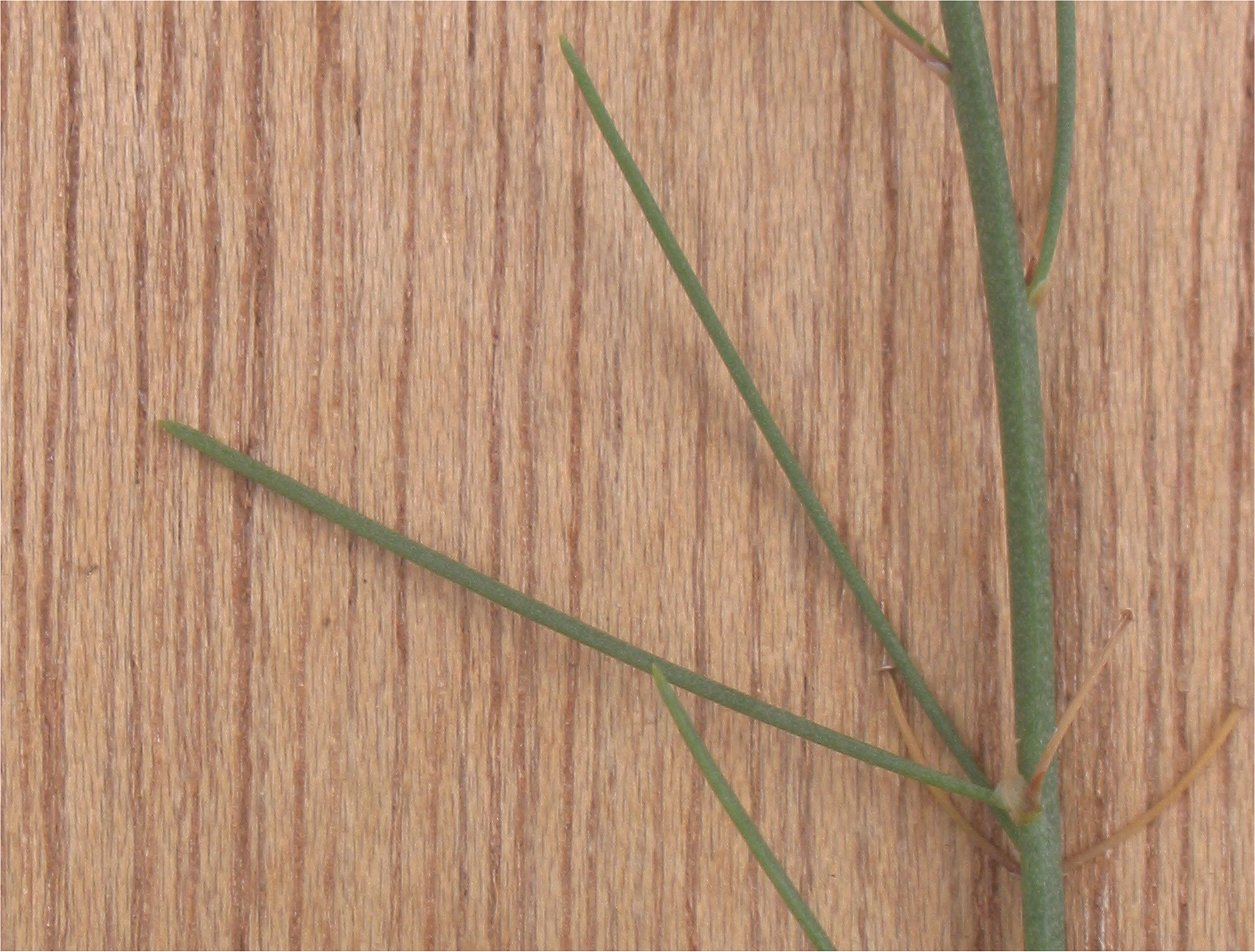
Naaldvormige "blaadjes"
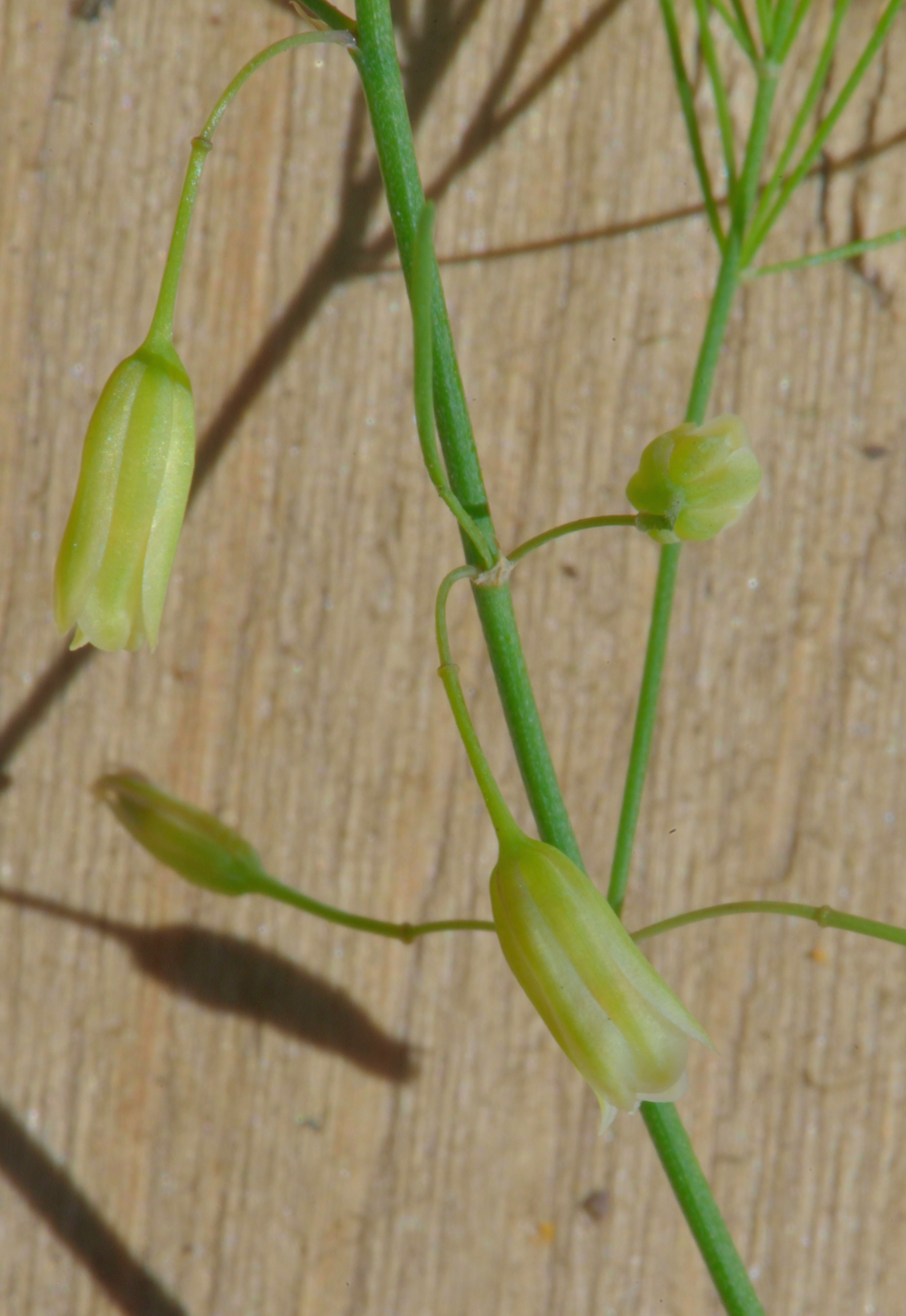
Bloeiwijze
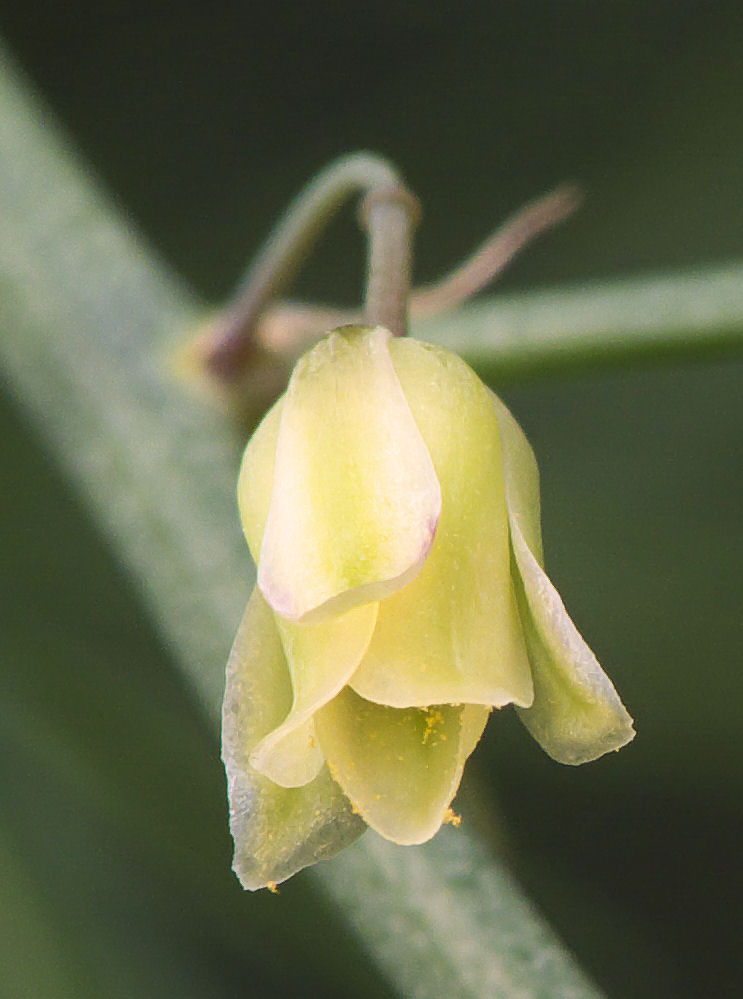
Bloem
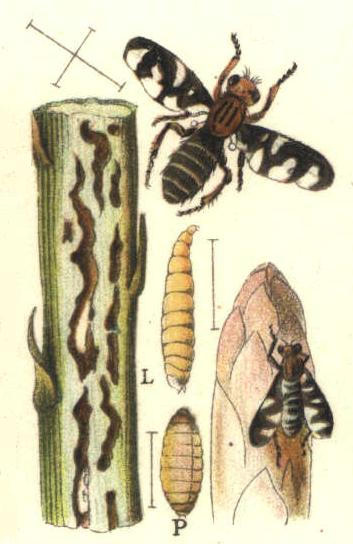
Aspergevlieg
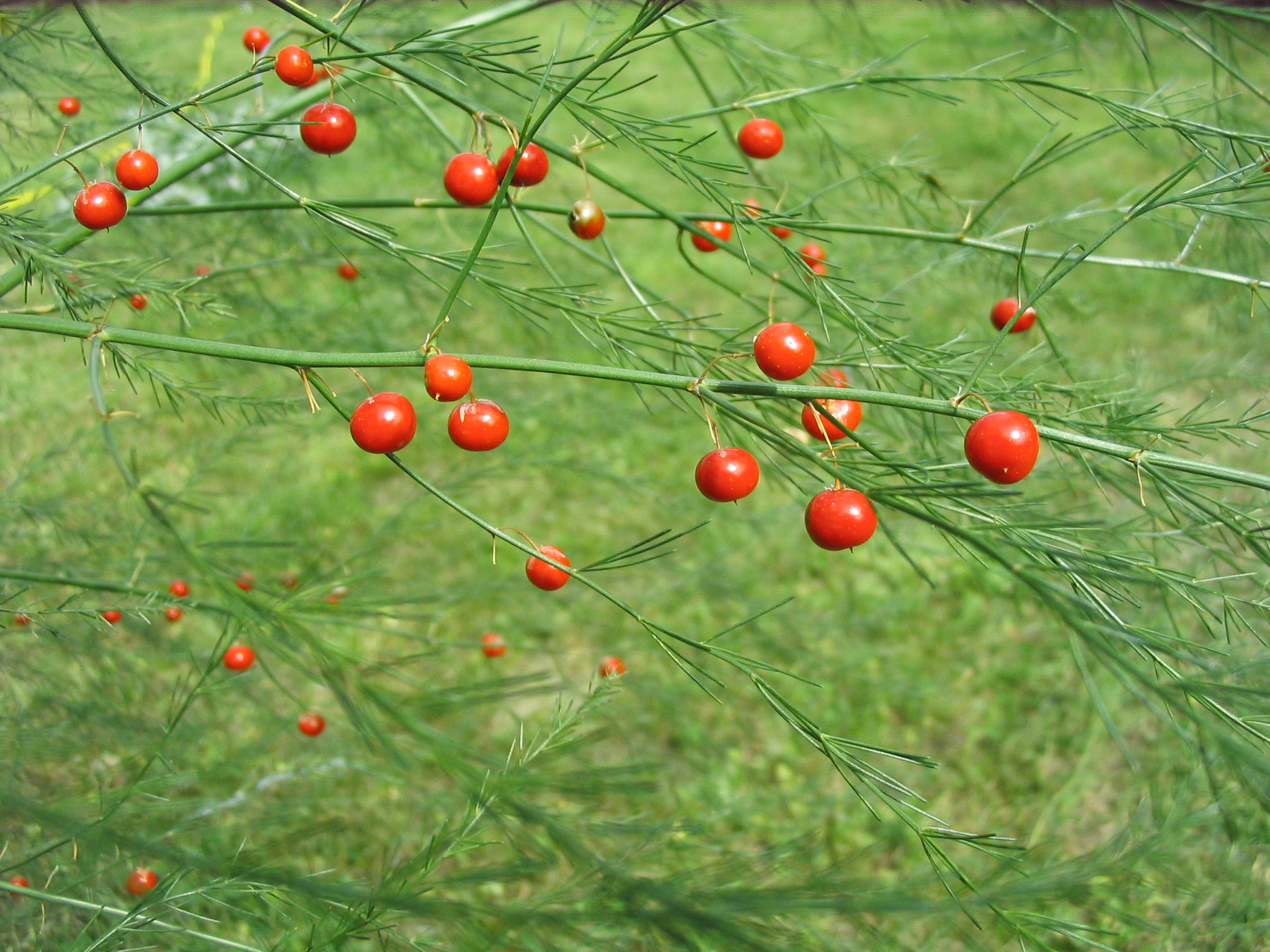
Bessen